# إمرسون منانغاغوا
إمرسون منانغاغوا (بالفرنسية: Emmerson Mnangagwa)‏ (15 سبتمبر 1942-) وهو سياسي زيمبابوي، والمكلف بشغل منصب رئيس زيمبابوي بعد الانقلاب في نوفمبر 2017.
شغل منصب نائب الرئيس السابق روبرت موغابي.
وفي 26 أغسطس 2023، أعلنت مفوضية الانتخابات في زيمبابوي فوز منانغاغوا (80 سنة) في الانتخابات بعد حصوله على 52.6 في المئة من الأصوات لتكون بذلك الفترة الرئاسية الثانية له.

## روابط خارجية
- إمرسون منانغاغوا على موقع IMDb (الإنجليزية)
- إمرسون منانغاغوا على موقع مونزينجر (الألمانية)